# Pectoctenus babaulti
Pectoctenus babaulti là một loài bọ cánh cứng trong họ Cerambycidae.